# Rodenbourg
Rodenbourg (en luxembourgeois : Roudemer  et en en allemand : Rodenburg) est une section de la commune luxembourgeoise de Junglinster située dans le canton de Grevenmacher.

## Étymologie
Le toponyme Rodenbourg semble faire référence à un bourg (petite agglomération munie de remparts) ou à un château fort (Burg en allemand). En réalité, il y a eu mauvaise transcription du mot luxembourgeois Bur (Born en allemand), qui signifie « puits », voire « source ». Le préfixe, lui, renvoie à la couleur rouge (Rout en luxembourgeois). Et, de fait, on a à Rodenbourg une source d'eau ferrugineuse et donc plus ou moins rougeâtre. D'ailleurs, dans la même commune, on a un village dénommé Eisenborn, ce qui signifie littéralement « source de fer », c'est-à-dire « source donnant de l'eau ferrugineuse »[réf. nécessaire].

## Histoire
Rodenbourg fut une commune jusqu'au 1er janvier 1979, date à laquelle elle a été incorporée dans la commune de Junglinster. La loi de la fusion de Rodenbourg et Junglinster a été adoptée le 23 décembre 1978.